# شاين فيكتور
شاين فيكتور (بالإنجليزية: Shane Victor)‏ هو منافس ألعاب قوى جنوب أفريقي، ولد في 29 ديسمبر 1988.

## وصلات خارجية
- شاين فيكتور على موقع الاتحاد الدولي لألعاب القوى (الإنجليزية)
- شاين فيكتور على موقع اللجنة الأولمبية الدولية (الإنجليزية)